# KENJI SAWADA
『KENJI SAWADA』（ケンジ・サワダ）は、沢田研二の8作目となるオリジナル・アルバム。
1976年4月21日にポリドール（現ユニバーサルミュージック）からLP盤でリリースされた。
その後CD化され、1991年と1996年に東芝EMIから、また2005年にはユニバーサルミュージックから再リリースされている。

## 解説
本作は「MON AMOUR JE VIENS DU BOUT DU MONDE」がヒットしたフランスでリリースされた作品である。ジャケットに表記されている通りフランス（パリ）、イギリス（ロンドン）、日本（東京）でレコーディングされた作品で、フランス語、英語、日本語が入り混じる国際色豊かな作品となっている。ただしイギリス、日本での作品は再録であり、フランス向けベストアルバムとしての性格を負った作品であると考えられる。なお、フランスでのリリースは同年2月23日である。

## 収録曲
1. モナ・ムール・ジュ・ヴィアン・ドゥ・ブ・ドゥ・モンド（巴里にひとり） - MON AMOUR JE VIENS DU BOUT DU MONDE
作詞：G.SINOUÉ／作曲：G.COSTA／編曲：Raimond Gimenes
2. ジュリアーナ - JULIANA
作詞：Ch.Level／作曲：G.COSTA／編曲：Raimond Gimenes
3. スール・アヴェク・マ・ミュージック - SEUL AVEC MA MUSIQUE
作詞：G.SINOUÉ／作曲：G.COSTA／編曲：Raimond Gimenes
4. ゴー・スージー・ゴー - GO! SUZY! GO!
作詞・作曲：Tony Weddington,Wayne Bickerton／編曲：Tony Weddington,Wayne Bickerton,Arther Greenslade
5. 追憶 - TSUIOKU
作詞：安井かずみ／作曲：加瀬邦彦／編曲：東海林修
6. 時の過ぎゆくままに - TOKI NO SUGIYUKU MAMANI
作詞：阿久悠／作曲・編曲：大野克夫
7. フ・ドゥ・トワ - FOU DE TOI
作詞：G.SINOUÉ／作曲：G.COSTA／編曲：Raimond Gimenes
8. マ・ゲイシャ・ドゥ・フランス - MA GEISHA DE FRANCE
作詞：G.SINOUÉ／作曲：G.COSTA／編曲：Raimond Gimenes
9. いづみ - ITSUMI
作詞：G.SINOUÉ／作曲：G.COSTA／編曲：Raimond Gimenes
10. ラン・ウィズ・ザ・デビル - RUN WITH THE DEVIL
作詞・作曲：Tony Weddington,Wayne Bickerton／編曲：Tony Weddington,Wayne Bickerton,Arther Greenslade
11. アテン・モワ - ATTENDS-MOI
作詞：G.SINOUÉ／作曲：G．COSTA／編曲：Raimond Gimenes
12. 白い部屋 - SHIROI HEYA
作詞：山上路夫／作曲：加瀬邦彦／編曲：東海林修